# تيتسويا أوكوب
تيتسويا أوكوب (باليابانية: 大久保 哲哉) (9 مارس 1980 في يوكوسوكا في اليابان – )؛ هو لاعب كرة قدم ياباني سابق كان يلعب كمهاجم.

## وصلات خارجية
- تيتسويا أوكوب على موقع رابطة كرة القدم اليابانية للمحترفين (اليابانية)
- تيتسويا أوكوب على موقع قاعدة بيانات كرة القدم.إي يو (الإنجليزية)
- تيتسويا أوكوب على موقع Soccerway.com (الإنجليزية)
- تيتسويا أوكوب على موقع عالم كرة القدم.نت (الإنجليزية)